# Antonio Hernández (réalisateur)
Pour les articles homonymes, voir Antonio Hernández et Hernández.
Antonio Hernández est un acteur, réalisateur et scénariste espagnol, né en 1953 à Peñaranda de Bracamonte.

## Biographie
Antonio Hernández a étudié les sciences de l'image à l'Université complutense de Madrid.
Il se fait connaître avec le film F.E.N. (1979), ayant pour acteurs principaux Héctor Alterio et José Luis López Vázquez.
Il crée la société de production Zeppelín Televisión (1994-1999). Actuellement, il travaille pour Zebra Productions.
En 2006, il réalise Los Borgia, un film biographique sur la famille valencienne ayant accédé à la papauté.

## Filmographie
- 1956 : El candelabro, de Javier González Álvarez (A)
- 1958 : También hay cielo sobre el mar, de José María Zabalza (A)
- 1959 : Luna de verano ou Perspectiva de verano según la connotación pertinente, de Pedro Lazaga (A)
- 1960 : A ver, señor, tome asiento por favor, de León Klimovsky (A)
- 1975 : Soldado (A)
- 1976 : Gustavo y la modelo (R)
- 1977 : El arca de Noé (R)
- 1979 : F.E.N. (RS)
- 1981 : Woody y yo (A)
- 1982 : El tucán y la furia roja (RS)
- 1991 : Cómo levantar mil kilos (RS)
- 1995 : La madre, de Miguel Bardem (es) (A)
- 1999 : Lisboa (RS)
- 2000 : El gran marciano (es) (RS)
- 2001 : En la ciudad sin límites (RSA)
- 2005 : Oculto (es) (2005) (RS)
- 2006 : Los Borgia (2006) (RSA)
- 2006 : Cervantes
- 2007 : El menor de los males (es) (R)
- 2011 : Prince Killian et le Trésor des Templiers (es) (R)
- 2011 : Sofía (R)
- 2015 : Matar el tiempo (S)

(R) Réalisateur ; (S) Scénariste ; (A) Acteur

## Distinctions
- Prix Goya du meilleur scénario original pour En la ciudad sin límites (2003) avec Enrique Brasó.